# Новые горизонты
«Но́вые горизо́нты» (англ. New Horizons) — американская автоматическая межпланетная станция (АМС), запущенная в рамках программы НАСА «Новые рубежи» (англ. New Frontiers). Станция стала первым в истории космическим аппаратом, исследовавшим с близкого расстояния систему Плутона и астероид пояса Койпера Аррокот, а также пятой АМС, развившей третью космическую скорость и покидающей Солнечную систему.
АМС «Новые горизонты» запущена 19 января 2006 года ракетой-носителем «Атлас-5» с базы Космических сил США на мысе Канаверал. При этом станция стала космическим аппаратом, получившим наибольшую скорость при запуске. 28 февраля 2007 года «Новые горизонты» совершила гравитационный манёвр у Юпитера, увеличив свою скорость и проведя попутные научные наблюдения за планетой-гигантом и её системой. Большую часть следующих восьми лет станция с целью экономии ресурса и затрат на управление провела в спящем режиме. Пролёт системы Плутона состоялся 14 июля 2015 года, получены снимки и большой объём иных научных данных о Плутоне, его спутнике Хароне и четырёх малых спутниках. Через четыре года, 1 января 2019 года, «Новые горизонты» изучила с близкого расстояния транснептуновый астероид пояса Койпера Аррокот, который на момент пуска станции ещё не был открыт. Его пролёт стал первым в истории изучением малого тела Солнечной системы за пределами пояса астероидов.
По состоянию на 2021 год станция «Новые горизонты» удалилась на расстояние более 50 астрономических единиц от Солнца. Станция продолжает вести исследования космического пространства и астрофизические наблюдения. Предполагается, что она сохранит работоспособность как минимум до 2035 года и сможет проводить научные исследования на расстоянии свыше 90 астрономических единиц от Солнца.

## История создания
Первая возможность исследования Плутона при помощи межпланетной станции появилась в 1970-х годах, когда АМС «Вояджер-1» после пролёта Сатурна могла быть направлена на траекторию, обеспечивающую пролёт Плутона, о котором в тот момент было мало что известно. Но предпочтение было отдано изучению с близкого расстояния обладающего плотной атмосферой Титана, крупнейшего спутника Сатурна. Обеспечивающая пролёт Титана траектория исключила дальнейшее направление «Вояджера-1» к Плутону.
После изучения системы Нептуна АМС «Вояджер-2» в 1989 году Плутон остался единственной планетой Солнечной системы, не исследованной автоматическими межпланетными станциями, что делало его очевидной целью для перспективных миссий. Дополнительным стимулом стали открытие в 1978 году Харона — крупного спутника Плутона, а в 1985 году — атмосферы Плутона. В 1989 году возросший интерес учёных побудил НАСА открыть финансирование первых проектных проработок возможной миссии к планете. В 1989—1990 годах группа учёных и инженеров под руководством Алана Стерна сформулировала первый концепт миссии к Плутону, известный как «Плутон-350». Он предусматривал запуск одного аппарата массой 350 кг с минимальным набором научной аппаратуры, включавшим четыре прибора. План полёта включал гравитационные манёвры у Венеры, Земли и Юпитера, что позволяло, используя лёгкую и дешёвую ракету «Дельта-2», достичь Плутона за 15 лет. В 1991 году концепция миссии получила одобрение Подкомитета НАСА по исследованию Солнечной системы, что обеспечивало её приоритет в списке новых миссий, предлагаемых для реализации. В НАСА была создана Научная рабочая группа внешних планет под руководством Стерна, задачей которой стала дальнейшая проработка миссии. После этого возникло предложение отправить к Плутону в рамках программы Mariner Mark II гораздо более крупный аппарат с большим количеством научных приборов, подобный миссии «Кассини» к Сатурну. Но оценочная стоимость такого аппарата превышала $2 млрд, что сочли неприемлемым, и в начале 1992 года от дальнейшей проработки этого проекта отказались, вернувшись к концепции «Плутон-350». Позже в 1992 году Лаборатория реактивного движения (JPL) независимо от группы Стерна предложила миссию «Быстрый пролёт Плутона» (Pluto Fast Flyby, PFF), предусматривающая запуск в 1998 году двух небольших (массой всего по 35—50 кг) идентичных аппаратов, каждый из которых исследовал бы свою сторону планеты. По расчётам, полёт до Плутона занял бы 7—8 лет (в отличие от 12—15 лет по предыдущим проработкам), бюджет миссии оценивался не более чем в $400-500 млн. Новый руководитель НАСА Дэниэл Голдин поддержал концепцию миссии для дальнейшей проработки. В августе 1992 года доктор Роберт Стэле из JPL, руководивший проектом PFF, позвонил первооткрывателю Плутона Клайду Томбо и попросил разрешения на посещение «его» планеты. «Я сказал ему, что миссия приветствуется, хотя ей предстоит долгое холодное путешествие» — ответил Томбо.
Уже в 1992 году группа Стэле сделала полноразмерный макет аппарата, но в ходе проработки концепции PFF выяснилось, что первоначальные оценки массы аппаратов и общей стоимости миссии оказались слишком оптимистичными. Масса каждой АМС быстро выросла до 140—164 кг, а прогноз стоимости миссии превысил $1 млрд, из которых $800 млн составляла стоимость двух ракет-носителей «Titan IV». После гибели в 1993 году сложной миссии Mars Observer в НАСА возобладало негативное отношение к дорогостоящим программам, и была начата новая программа исследования Марса серией меньших по размерам и стоимости аппаратов, получившая приоритет в финансировании. Кроме того, президентская администрация не поддержала увеличение бюджета НАСА, за счёт которого планировалось начать новые исследования, и от миссии к Плутону стали требовать сокращения её стоимости до $400 млн. Естественным решением стал отказ от второго аппарата. Также велись проработки возможности разделения стоимости с иностранными партнёрами. С 1994 года, после встречи Стерна с директором Института космических исследований РАН Альбертом Галеевым рассматривалась возможность совместной миссии с Россией, с запуском на ракете-носителе «Протон» и включением в её состав российского зонда для исследования атмосферы Плутона, который должен был вести трансляцию научных данных вплоть до столкновения с поверхностью. Первоначально идея вызвала интерес российской стороны, но в 1995 году Россия потребовала оплаты ракеты, что на тот момент согласно американскому законодательству не представлялось возможным. После этого рассматривалось участие в финансировании миссии Германии, которая могла бы оплатить «Протон» в обмен на включение в состав миссии немецкого зонда, сбрасываемого на Ио, спутник Юпитера, во время пролёта системы Юпитера на пути к Плутону. Миссия становилась более сложной, кроме того, возникли сомнения в возможности одобрения различными правительственными агентствами США пуска американского аппарата с источником атомной энергии на российской ракете-носителе. В итоге в 1996 году от концепции миссии к Плутону с международным участием решили отказаться. Одновременно в 1994—1995 годах изучались возможности создания лёгкого аппарата без использования ядерного источника питания, а также использующего менее грузоподъёмную (и более дешёвую) ракету, не приведшие к положительным результатам. В итоге миссии «Плутон-350» и PFF так и не были приняты к реализации, поскольку руководство НАСА к середине 1990-х годов перестало считать исследования Плутона приоритетными.
В начале 1990-х годов были открыты первые объекты пояса Койпера, и в научном сообществе появился запрос на детальное исследование его объектов. Отвечая на него, JPL к 1996 году переформатировала проект PFF, включив в него возможность изучения какого-либо объекта пояса Койпера после пролёта Плутона. Новая миссия получила название Pluto Kuiper Express, она предусматривала запуск в 2004 году АМС, которая после гравитационного манёвра у Юпитера в 2006 году могла бы достичь Плутона в 2012 году. Станция массой 220 кг и ориентировочной стоимостью $600 млн должна была нести 7 кг научной аппаратуры — камеру, инфракрасный и ультрафиолетовый спектрометры, а также оборудование для эксперимента по радиопросвечиванию атмосферы. Первоначально миссия являлась частью Программы систем дальнего космоса (Deep Space System Program), а в 1998 году была объединена с миссиями Europa Orbiter и Solar Probe в проект «Внешние планеты/Солнечный зонд». В 1999 году НАСА приступило к практической реализации проекта, выпустив запрос на разработку научной аппаратуры. Однако в сентябре 2000 года НАСА остановило реализацию проекта, ссылаясь на рост прогнозной стоимости миссии (которая достигла $1,5 млрд) и больший приоритет АМС к Европе. Средства, запланированные на миссию к Плутону, были переведены на программу исследования Марса. При этом НАСА заявило, что в принципе не отказывается от миссии и планирует её реализацию до 2020 года, но не планирует возобновлять над ней работу в течение ближайших десяти лет. Группа Стэле в JPL, занимавшаяся проектом Pluto Kuiper Express, была распущена. На момент остановки работ общая сумма, потраченная на проектные проработки миссии с 1989 года, составляла около $300 млн.
Решение НАСА об остановке миссии вызвало негодование научного сообщества и общественности. Перенос даты старта привёл бы к необходимости ожидания следующего подходящего для гравитационного манёвра положения Юпитера в 2014—2015 годах. При этом Плутон, делающий оборот по орбите за 247 лет, прошёл перигелий в 1989 году и с тех пор удаляется от Солнца, что приводит к постепенному снижению его температуры. Имелись опасения, что уже к 2020 году разреженная атмосфера Плутона может сконденсироваться на его поверхность, что привело бы к невозможности её исследования более чем на 200 лет. Кроме того, с 1987 года Плутон удаляется от собственной точки равноденствия, что в сочетании с сильным наклоном оси его вращения к плоскости орбиты постепенно ухудшает условия для его исследования с пролетающей АМС: всё большая часть поверхности планеты оказывается в постоянной тени. В НАСА и в Конгресс США (утверждающий бюджет агентства) был направлен ряд обращений учёных и общественности (только Планетарное общество получило более 10 000 писем от граждан, озабоченных закрытием проекта, которые были в дальнейшем переправлены в Конгресс) с призывами пересмотреть решение и обеспечить миссию к Плутону. Это давление привело к быстрому успеху — уже в декабре 2000 года НАСА объявило новый конкурс на реализацию миссии к Плутону и поясу Койпера (Pluto-Kuiper Belt) на следующих условиях: желаемая дата запуска — декабрь 2004 года, прибытие к Плутону не позднее 2015 года, стоимость миссии — до $500 млн.
В июне 2001 года НАСА выбрало для более детальной проработки из пяти предложенных на конкурс концепций миссии две: POSSE (Pluto and Outer Solar System Explorer), научный руководитель Ларри Эспозито и New Horizons: Shedding Light on Frontier Worlds, научный руководитель Алан Стерн. В ноябре того же года было объявлено о победе миссии New Horizons, и разработчики проекта перешли к практической работе над ним; необходимые для проекта средства были выделены начиная с 2002 финансового года (НАСА дважды, в 2002 и 2003 финансовых годах, не включало миссию в проект бюджета агентства, но необходимое финансирование включалось в бюджет по инициативе парламентариев в процессе утверждения бюджета Конгрессом). «Новые горизонты» стали первой миссией программы НАСА «Новые рубежи» (New Frontiers), направленной на реализацию межпланетных миссий среднего класса (стоимостью до $700 млн). Исследовательская фаза проекта выполнена в июле—октябре 2001 года. В 2002 году сформулированы и защищены план полёта, облик космического аппарата и научных приборов, а также заказаны компоненты с длительным сроком производства. В июле 2003 года для проекта выбрана ракета-носитель, в мае 2004 года завершена сборка платформы космического аппарата, в апреле 2005 года закончен монтаж служебных систем и научных приборов. В 2002—2005 годах также предварительно прорабатывалась миссия «Новые горизонты 2» для исследования одного из крупных объектов пояса Койпера, с возможным пролётом Урана, конструкция этого аппарата базировалась на конструкции «Новых горизонтов».
АМС «Новые горизонты» разработана и изготовлена Лабораторией прикладной физики (APL) Университета Джонса Хопкинса (Мэриленд, США), эта же организация отвечает за управление полётом аппарата. Общая стоимость миссии по состоянию на 2007 год (учитывая перспективные затраты на управление аппаратом и анализ научных данных) оценивалась в $696,9 млн, в том числе стоимость космического аппарата (без научных приборов) — $196 млн, научных приборов — $62 млн, ракеты-носителя — $218 млн. В разработке и изготовлении аппарата участвовало в общей сложности более 2500 человек.

## Цели миссии
Перед миссией «Новые горизонты» были поставлены следующие научные задачи, разделявшиеся на три группы:
- Обязательные:
  - изучение геологии и морфологии Плутона и его спутника Харона;
  - картирование состава вещества их поверхностей;
  - изучение атмосферы Плутона, определение скорости её потери.
- Важные:
  - определение изменения во времени поверхности и атмосферы Плутона;
  - стереосъёмка Плутона и Харона;
  - картирование с высоким разрешением районов вблизи терминатора на Плутоне и Хароне;
  - картирование выбранных областей с высоким разрешением;
  - изучение взаимодействия ионосферы Плутона с солнечным ветром;
  - поиск в верхних слоях атмосферы нейтральных молекул H, H2, HCN и углеводородов;
  - поиск атмосферы у Харона;
  - определение отражающей способности поверхности Плутона и Харона;
  - создание температурных карт поверхностей Плутона и Харона.
- Желательные:
  - поиск магнитного поля Плутона и Харона;
  - определение характера среды энергичных частиц вблизи системы Плутона;
  - уточнение радиуса, массы, плотности и параметров орбит Плутона и Харона;
  - поиск новых спутников и колец Плутона.

Дополнительной задачей миссии являлось изучение с пролётной траектории какого-либо объекта пояса Койпера. На момент запуска «Новых горизонтов» подходящий объект ещё не был найден, его поиски интенсивно велись уже в процессе полёта космического аппарата.

## Описание аппарата
Устройство станции «Новые горизонты»
«Новые горизонты» представляет собой рассчитанную на длительный период работы автоматическую межпланетную станцию с автономным источником энергоснабжения в виде радиоизотопного термоэлектрического генератора (РИТЭГ). Конструкция станции является развитием конструкции АМС «Улисс». Корпус аппарата имеет форму несимметричной шестиугольной призмы размерами 0,69×2,11×2,74 м из сотовых алюминиевых панелей, опирающейся на внутренний несущий алюминиевый цилиндр (выполняющий также функции адаптера для соединения с ракетой-носителем), внутри которого расположены баки с топливом. С внешней стороны призмы размещены научные приборы и ряд служебных систем, наиболее крупными из которых являются остронаправленная антенна диаметром 2,1 м и РИТЭГ. Стартовая масса аппарата составляла 478 кг, включая 77 кг топлива.

### Двигательная установка и система ориентации
Поскольку траектория «Новых горизонтов» формируется в основном при запуске аппарата, его двигательная установка имеет ограниченный запас топлива и предназначена для небольших коррекций траектории, а также обеспечения ориентации аппарата. Двигательная установка включает в себя четыре двигателя тягой по 4,4 Н, предназначенных для коррекций траектории, а также 12 двигателей тягой по 0,8 Н, предназначенных для поддержания ориентации и стабилизации. Двигатели, скомпонованные в два блока (основной и резервный) расположены по периметру аппарата в восьми точках. Двигатели работают на монотопливе — гидразине, которое хранится в титановом баке и вытесняется из него под давлением гелия. Общий запас топлива составлял 77 кг, что обеспечивает суммарное приращение скорости аппарата, составляющее 242 м/с. Учитывая ограниченные возможности по энергоснабжению, «Новые горизонты» не используют в системе ориентации маховики. В режиме перелёта станция стабилизируется вращением, при научных наблюдениях с участием камер и ультрафиолетового спектрометра используется трёхосная стабилизация с применением двигателей. Определение ориентации станции в пространстве производится при помощи звёздных датчиков (в память которых заложена карта из 3000 звёзд), акселерометров и гироскопов, а также резервных солнечных датчиков.

### Система энергоснабжения
Поскольку интенсивность солнечного излучения на орбите Плутона в 1000 раз меньше, чем на орбите Земли, использование солнечных батарей для обеспечения энергоснабжения невозможно. По этой причине в качестве источника энергоснабжения аппарата использован радиоизотопный термоэлектрический генератор (РИТЭГ) типа F-8. Использование РИТЭГ является традиционным решением для станций, направляемых в дальний космос (далее орбиты Юпитера), в частности такие источники питания использовались на АМС «Пионер-10», «Пионер-11», «Вояджер-1 и −2», «Улисс», «Галилео» и «Кассини». На момент разработки проекта был доступен только один РИТЭГ мощностью 245 Вт (для сравнения, мощность РИТЭГ «Вояджеров» составляла 470 Вт), что наложило естественные ограничения на уровень энергопотребления и максимальную продолжительность работы аппарата, а также потребовало принятия специальных мер по снижению энергопотребления и созданию эффективной системы терморегуляции.
Использованный в миссии РИТЭГ предоставлен Министерством энергетики США. Он снаряжён 72 таблетками оксида плутония-238, общей массой 9,75 кг. В связи с постепенным распадом плутония, мощность РИТЭГ постоянно снижается, примерно на 3,5 Вт в год, и на орбите Плутона его электрическая мощность составляла около 200 Вт, при пролёте астероида Аррокот — около 190 Вт. Бортовая электрическая сеть аппарата работает под напряжением 30 В. Вырабатываемая РИТЭГом электроэнергия поступает к системам и приборам аппарата через блок распределения питания, включающий 96 разъёмов и более 3200 проводов. Избыточная электрическая и тепловая мощность РИТЭГ рассеивается в космическое пространство (в начале полёта поверхность РИТЭГ нагревалась до 245°С), поэтому для исключения его влияния на работу научных приборов РИТЭГ вынесен на противоположную от них сторону аппарата, а также отделён специальным тепловым экраном, расположенным у его основания.

### Система терморегулирования
Система терморегулирования обеспечивает поддержание температуры внутри аппарата в диапазоне от 10 до 30 °C. В начале полёта на стороне, обращённой к Солнцу, температура была выше, но не превышала 40 °C. Наименьшая допустимая температура составляет 0 °C и обусловлена температурой замерзания топлива. Положительная температура внутри аппарата поддерживается в результате выделения тепла работающей аппаратурой, а также РИТЭГом. В том случае, если этого оказывается недостаточно, включаются небольшие электрические обогреватели. Для сброса избыточного тепла (что было актуально на начальном этапе полёта аппарата) использовались специальные жалюзи. Для минимизации потерь тепла корпус аппарата покрыт теплоизоляционным покрытием жёлтого цвета, одновременно выполняющим функцию защиты от микрометеоритов. Покрытие состоит из 18 слоёв (дакроновая сетка, алюминизированная майларовая плёнка и каптон).

### Бортовой вычислительный комплекс
Служебная электроника аппарата скомпонована в два интегрированных модуля IEM (основной и резервный). В состав каждого из них входят бортовой компьютер, запоминающие устройства, процессор управления и навигации, преобразователи мощности, следящая электроника и интерфейсы связи с научными инструментами. Бортовые компьютеры построены на основе процессора Mongoose-V с архитектурой MIPS, который является радиационно-стойкой версией процессора R3000 и работает на частоте 12 МГц. Для хранения информации (в первую очередь, научной) используются два твердотельных запоминающих устройства (основной и запасной) объёмом по 8 Гбайт.

### Система связи
Система связи аппарата используется для передачи научных данных и телеметрической информации, приёма команд с Земли и точного измерения расстояния до станции. Система связи аппарата включает в себя четыре антенны, работающие в X-диапазоне (8/7 ГГц) с круговой поляризацией — остронаправленную с высоким коэффициентом усиления, широконаправленную со средним коэффициентом усиления и две всенаправленные. Со стороны Земли связь осуществляется при помощи антенн дальней космической связи НАСА, включая антенны диаметром 70 метров, необходимые для приёма сигнала с больших расстояний (от орбиты Юпитера и далее).
Основой системы связи станции является зеркальная узконаправленная антенна высокого усиления диаметром 2,1 метра, неподвижно закреплённая на верхней плоскости аппарата. Антенна выполнена по схеме Кассегрена, и обеспечивает усиление не менее 42 дБ в диапазоне углов 0,3 градуса от оси аппарата. С орбиты Плутона эта антенна обеспечивает передачу информации со скоростью от 600 до 1200 бит/с. Для обеспечения надёжной связи, с учётом малой ширины луча, основная антенна должна быть направлена на Землю с очень высокой точностью. Обратная сторона контррефлектора основной антенны служит отражателем широконаправленной зеркальной антенны среднего усиления, имеющей диаметр 0.3 метра и не требующей столь высокой точности наведения. Антенна среднего усиления обеспечивает связь при отклонении от направления на Землю до 4 градусов. С помощью этой антенны аппарат может принимать команды на удалении до 50 а. е.. Две всенаправленные антенны, не требующие точной ориентации на Землю, расположены с противоположных сторон космического аппарата, одна из них находится поверх приёмника широконаправленной антенны, а вторая — внутри адаптера крепления к ракете-носителю. Всенаправленные антенны обеспечивают связь до расстояния 1 а. е. и использовались только на ранних фазах полёта. Особенностью аппарата является использование высокоэффективного приёмопередатчика радиосигнала, имеющего на 60 % меньшее энергопотребление по сравнению с аналогичными устройствами, использовавшимися на более ранних АМС, а также позволяющего с большей точностью измерять дальность до станции. На «Новых горизонтах» впервые была использована регенеративная система измерения дальности до космического аппарата, при которой принятый от земной станции измерительный сигнал, ослабленный и зашумленный по дороге, не просто ретранслируется аппаратом обратно на Землю, но предварительно «очищается» от шумов с помощью обработки на борту аппарата, что позволяет существенно снизить погрешности измерения расстояния. Также в систему связи аппарата интегрирована аппаратура для радиоэксперимента REX, предназначенного для зондирования атмосферы Плутона. Элементы системы связи (кроме антенн) задублированы, что повышает надёжность её работы.

### Научные приборы
АМС «Новые горизонты» оборудована следующими научными приборами:
- Видовой ультрафиолетовый спектрометр Alice, основной задачей которого является изучение состава и структуры атмосферы Плутона. Alice является усложнённой версией одноимённого прибора, установленного на АМС «Розетта» Европейского космического агентства. В состав прибора входят компактный телескоп, спектрограф и чувствительный электронный детектор с 32 пространственными и 1024 спектральными каналами. Масса прибора составляет 4,5 кг, энергопотребление — 4,4 Вт. Спектрометр может работать в режимах «свечения атмосферы» (наблюдение УФ-излучения частиц в её составе) и «затмения» (наблюдение Солнца через атмосферу, что позволяет определить её состав по спектру поглощения). Разработчик спектрометра — Юго-Западный исследовательский институт (SwRI), научный руководитель — Алан Стерн;
- Камера-спектрометр видимого и ИК-диапазона Ralph, предназначенный для изучения геологии и морфологии Плутона и Харона, создания их температурных карт и определения структурного состава поверхности. В состав прибора входят телескоп, мультиспектральная камера MVIC видимого (длина волн 0,4—0,95 мкм) диапазона с тремя панхроматическими и четырьмя цветными детекторами, а также картирующий композиционный ИК-спектрометр LEISA, работающий в диапазоне 1,25—2,5 мкм. Масса прибора составляет 10,3 кг, энергопотребление — 6,3 Вт. Разработчики оборудования — Юго-Западный исследовательский институт, Центр космических полётов Годдарда и фирма Ball Aerospace, научный руководитель — Алан Стерн;
- Камера высокого разрешения LORRI для детальной съёмки и съёмки с большого расстояния в видимом диапазоне, состоит из телескопа с апертурой 20,8 см и ПЗС-матрицы. Прибор не имеет цветных цветофильтров и подвижных частей, наведение камеры производится поворотом всей станции. Масса прибора составляет 8,8 кг, энергопотребление — 5,8 Вт. Разработчик камеры — Лаборатория прикладной физики, научный руководитель — Энди Чен.
- Анализатор солнечного ветра SWAP, предназначенный для изучения взаимодействия солнечного ветра с атмосферой Плутона, состоит из анализатора с запаздывающим потенциалом RPA и электростатического анализатора ESA. Способен детектировать частицы с энергией до 6,5 кэВ. Масса прибора составляет 3,3 кг, энергопотребление — 2,3 Вт. Разработчик анализатора — Юго-Западный исследовательский институт, научный руководитель — Дэвид МакКомас;
- Спектрометр энергичных частиц PEPSSI, предназначенный для поиска нейтральных атомов, покидающих атмосферу Плутона. Способен детектировать частицы с энергией до 1000 кэВ. Масса прибора составляет 1,5 кг, энергопотребление — 2,5 Вт. Разработчик спектрометра — Лаборатория прикладной физики, научный руководитель — Ральф МакНат;
- Детектор пыли VBSDC для регистрации пылевых частиц на траектории полёта космического аппарата. Прибор состоит из детектора размером 45×30 см, расположенного на внешней поверхности аппарата, и блока электроники. Масса прибора составляет 1,9 кг, энергопотребление — 5 Вт. Разработчик детектора — Лаборатория атмосферной и космической физики Университета Колорадо в Боулдере, научный руководитель — Михай Гораньи. Это первый научный прибор на межпланетной станции НАСА, который разработан и собран студентами в рамках образовательной программы. Прибор назван в честь Венеции Берни — девочки, придумавшей имя Плутону;
- Радиоэксперимент REX предназначен для изучения атмосферы Плутона по характеристикам радиосигнала с Земли, достигающего аппарата. Аппаратура эксперимента интегрирована в систему связи аппарата и представляет собой одну печатную плату для обработки сигналов массой 0,1 кг и энергопотреблением 2,1 Вт. Разработчики — Лаборатория прикладной физики и Стэнфордский университет, научный руководитель — Лен Тайлер.

- Научные приборы АМС «Новые горизонты»
- LORRI
- Ralph
- SWAP
- VBSDC

### Символические предметы
Учитывая значимость и уникальность миссии, на борту космического аппарата размещены девять предметов символического и мемориального характера. Это два флага США; две памятные монеты, посвящённые штатам Мэриленд и Флорида; почтовая марка США 1990 года «Плутон: ещё не исследовано»; небольшой фрагмент первого пилотируемого частного суборбитального космического аппарата SpaceShipOne; два компакт-диска, на одном из которых записаны имена 434 738 человек, участвовавших в акции НАСА «Отправьте своё имя на Плутон», а на другом находятся фотографии аппарата и его разработчиков; а также капсула с частью праха первооткрывателя Плутона Клайда Томбо, скончавшегося в 1997 году.

## Ход полёта

### Запуск и начальный этап полёта
Пуск АМС «Новые горизонты» состоялся 19 января 2006 года в 19:00 UTC со стартового комплекса SLC-41 базы Космических сил США на мысе Канаверал (Флорида). Для пуска использовалась ракета-носитель «Атлас-5» в наиболее грузоподъёмной конфигурации 551 — с пятью твердотопливными ускорителями и головным обтекателем диаметром 5,4 м. Первые две ступени ракеты придали космическому аппарату скорость 12,4 км/с относительно Земли, выведя его на гелиоцентрическую орбиту. После этого включился твердотопливный разгонный блок Star 48B, который проработал около 80 секунд, довёл геоцентрическую скорость АМС до 16,207 км/с и отделился, обеспечив выход «Новых Горизонтов» на расчётную траекторию полёта. Запуск станции был произведён с очень высокой точностью: отклонение скорости от расчётного значения составило всего 18 м/с при допустимых 100 м/с, что позволило сэкономить топливо собственных двигателей станции при последующих коррекциях её траектории. Первые две коррекции состоялись 28 и 30 января 2006 года, они изменили скорость аппарата на 18 м/с. Третья небольшая коррекция была проведена 3 марта 2006 года и изменила скорость аппарата на 1 м/с. 7 апреля 2006 года станция пересекла орбиту Марса.
«Новые горизонты» стали космическим аппаратом, получившим наибольшую скорость при запуске, однако по мере удаления от Солнца его скорость стала меньше, чем скорости АМС «Вояджер-1» и «Вояджер-2». Причиной этого является то, что «Вояджеры» совершили несколько разгонных гравитационных манёвров, а «Новые горизонты» — только один.
Первые несколько месяцев полёта команда управления миссией была занята тестированием служебных систем аппарата, а также активацией и калибровкой научной аппаратуры. Первым в феврале 2006 года был снят защитный колпачок спектрометра Alice, последней 26 августа того же года была активирована камера LORRI. Калибровка научной аппаратуры была завершена в сентябре 2006 года. С целью проверки корректности алгоритмов работы станции 11—13 июня 2006 года проведены наблюдения при помощи камеры Ralph небольшого астероида 132524 APL. Минимальное расстояние между станцией и астероидом составило около 102 тыс. км, с такой дистанции астероид на снимках выглядел как небольшое размытое пятно.

### Пролёт Юпитера
28 февраля 2007 года «Новые горизонты» совершили пролёт в 2,3 млн км от Юпитера. Произведя гравитационный манёвр в поле тяготения планеты, станция увеличила свою скорость на 3,89 км/с, что позволило сократить время полёта к Плутону на три года, а также изменила наклонение орбиты на 2,5° к плоскости эклиптики, что было необходимо для достижения Плутона, орбита которого имеет существенный наклон. «Новые горизонты» стали восьмой межпланетной станцией, непосредственно изучавшей систему Юпитера. Научные наблюдения начались ещё 4 сентября 2006 года, когда камера LORRI сделала первые снимки Юпитера. Основной цикл наблюдений продлился с января по июль 2007 года и включал в себя изучение самого Юпитера, его магнитосферы, колец, четырёх галилеевых спутников (всего более 700 наблюдений).

### От Юпитера до Плутона
Большую часть восьмилетнего перелёта от Юпитера до Плутона «Новые горизонты» провели в спящем режиме. В этом режиме аппарат стабилизирован вращением, отключены научные приборы (кроме VBSDC), система наведения и управления, резервные блоки служебных систем. Группа управления не передаёт на аппарат команды, а сама станция лишь регулярно проводит самодиагностику и раз в неделю направляет на Землю тональный сигнал, свидетельствующий о нормальном функционировании. Периодически (два-три раза в год) команда управления «будила» аппарат для проверки нормальной работы его систем, калибровки научных приборов и загрузок обновлённых версий программного обеспечения. Использование спящего режима позволило снизить износ электроники аппарата, сократить затраты на его управление и освободить ресурсы системы дальней космической связи НАСА для работы с другими межпланетными станциями. Впервые в спящий режим станция ушла 27 июня 2007 года, всего до декабря 2014 года станция выводилась в спящий режим 18 раз, на периоды продолжительностью от 36 до 202 дней, и суммарно провела в этом режиме 1873 дня, или около двух третей времени.
8 июня 2008 года станция пересекла орбиту Сатурна, 18 марта 2011 года — орбиту Урана и 25 августа 2014 года — орбиту Нептуна. Периодически в целях тестирования аппаратуры станция производила съёмки космических объектов (с большого расстояния), в частности, в июле 2010 года проведены наблюдения системы Юпитера, а также Нептуна и его спутника Тритона. В июле 2012 года с целью изучения свойств отдалённых областей космического пространства были включены приборы SWAP и PEPSSI. Также 30 июня 2010 года и 14 июля 2014 года были проведены небольшие коррекции траектории.

### Пролёт Плутона
6 декабря 2014 года «Новые горизонты» были выведены из спящего режима. С 25 января 2015 года станция начала съёмки системы Плутона, первоначально с целью уточнения траектории космического аппарата и подготовки коррекций (тестовые снимки Плутона аппарат проводил и ранее, в частности в июле 2014 года). 10 марта 2015 года станция выполнила небольшую коррекцию траектории, изменив свою скорость на 1 м/с, что обеспечило оптимальные условия пролёта системы Плутона. Эта коррекция стала рекордной — никогда космический аппарат не проводил изменения траектории так далеко от Земли (на расстоянии 4,77 млрд км), предыдущий рекорд был установлен АМС «Вояджер-2» в 1989 году в ходе пролёта системы Нептуна.
4 июля 2015 года основной компьютер «Новых горизонтов» дал сбой, в результате чего была потеряна связь с Землёй. Автоматика передала управление станцией резервному компьютеру, который переключил систему в «защищённый режим», восстановил связь и передал данные телеметрии. Устранение сбоя заняло несколько дней в связи с большой задержкой в передаче команд и данных (4½ часа в одну сторону). Станция была возвращена в нормальный режим работы к 7 июля, причиной сбоя названа ошибка в последовательности команд, связанных с подготовкой к пролёту системы Плутона.
Пролёт системы Плутона состоялся 14 июля 2015 года в 11:49 UTC, станция прошла на расстоянии 12 472 километров от поверхности Плутона. Поскольку время прохождения радиосигнала от станции до Земли составляло более 4,5 часов, прямое управление «Новыми горизонтами» с Земли было невозможно, все операции и наблюдения выполнялись в автоматическом режиме по заранее заложенной программе. В ходе пролёта, а также перед ним и после него проведены многочисленные наблюдения Плутона, Харона и малых спутников. Всего было проведено более 400 наблюдений, собрано более 50 гигабит научных данных; из-за ограниченной пропускной способности радиосвязи с «Новыми горизонтами» передача данных на Землю продолжалась до октября 2016 года.

### Пролёт Аррокота
Исследование системы Плутона являлось основной задачей «Новых горизонтов»; в то же время, после выполнения этой задачи планировалось исследование одного-двух астероидов пояса Койпера, в том случае, если подобные объекты окажутся вблизи траектории аппарата. Для этой цели при проектировании станции был заложен запас топлива. На момент пуска такие астероиды найдены не были, их поиск вёлся с 2011 года наземными телескопами. В ходе этого поиска было найдено 143 новых объекта, но ни один из них не находился в пределах досягаемости «Новых горизонтов». В октябре 2014 года к поискам был подключён орбитальный телескоп «Хаббл», с помощью которого и удалось найти три потенциальных цели: 2014 MU69, 2014 OS393 и 2014 PN70. Запас топлива после пролёта Плутона позволял провести коррекцию направления движения станции в пределах 1 градуса, вероятность успешного достижения этих целей оценивалась в 100 %, 7 % и 97 % соответственно. Более привлекательной целью был более яркий (и предположительно более крупный) 2014 PN70, но окончательный выбор 28 августа 2015 года пал на 2014 MU69 (впоследствии получивший номер 486958 и название Аррокот), поскольку для его достижения требовалось лишь около 35 % оставшегося горючего, что позволяло сохранить запас топлива на выполнение других возможных задач.
Для достижения цели «Новые горизонты» провели шесть небольших коррекций траектории — 22, 25, 28 октября и 4 ноября 2015 года, 9 декабря 2017 года и 2 декабря 2018 года, последовательно обновив собственные рекорды по наиболее удалённым изменениям траектории космических аппаратов. В ходе перелёта станция неоднократно проводила съёмки различных объектов пояса Койпера (с большого расстояния, не позволяющего увидеть какие-либо детали поверхности). Так, 2 ноября 2015 года и 7—8 апреля 2016 года проведена съёмка плутино (15810) 1994 JR1 (получившего в январе 2017 года название (15810) Араун) с минимального расстояния 111 млн км, что позволило уточнить форму объекта, его период вращения и параметры орбиты. 13—14 июля 2016 года проведена съёмка объекта (50000) Квавар, 5 декабря 2017 года — объектов 2012 HZ84 и 2012 HE85. В августе 2018 года станция обнаружила увеличение излучения в ультрафиолетовом диапазоне с противоположного Солнцу направления. Этот эффект может объясняться существованием окружающей Солнечную систему «водородной стены» — области уплотнения межзвёздного вещества на границе распространения солнечного ветра
Фаза исследования 2014 MU69 «Ультима Туле» (на тот момент астероид ещё не получил имя Аррокот, и команда управления станцией использовала неофициальное название) началась 5 июня 2018 года, когда «Новые горизонты» вновь вышли из спящего режима, в котором пребывали с 23 декабря 2017 года. Впервые «Новые горизонты» сделали снимок астероида 16 августа 2018 года. Пролёт «Ультима Туле» состоялся 1 января 2019 года на минимальном расстоянии 3538 км от астероида и в 43,4 а.е. от Солнца. Таким образом, Аррокот стал самым удалённым космическим объектом в истории, мимо которого совершил пролёт космический аппарат. В ходе пролёта было собрано около 50 Гбит научной информации.

### Дальнейшие исследования
После пролёта Аррокота «Новые горизонты» используются для исследования с большого расстояния других объектов пояса Койпера, для астрофизических наблюдений и изучения свойств космического пространства. В частности, 22—23 апреля 2020 года в рамках проекта Parallax Program одновременно с несколькими наземными телескопами были проведены наблюдения за звёздами Проксима Центавра и Вольф 359 с целью уточнения расстояния до них. Научная команда миссии ведёт поиск новых потенциальных объектов для изучения с близкого расстояния, достижимых станцией с учётом имеющегося запаса топлива, а также обновляет программное обеспечение научных приборов для расширения возможностей их использования. 17 апреля 2021 года станция удалилась на расстояние 50 астрономических единиц от Солнца. Каждый год станция удаляется от Солнца на три астрономические единицы, максимальная продолжительность её работы лимитируется постепенным снижением мощности РИТЭГ. Ожидается, что «Новые горизонты» сохранят работоспособность как минимум до 2035 года, к этому времени станция удалится от Солнца на расстояние около 90 астрономических единиц.

## Научные результаты
Пролёт «Новых Горизонтов» у Юпитера пришёлся на период перерыва изучения планеты орбитальными аппаратами (миссия «Галилео» была завершена в 2003 году, а станция «Юнона» вышла на орбиту в 2016 году). В ходе пролёта проведены наблюдения вулканической активности на спутнике планеты Ио (в частности, впервые получены кадры серийной съёмки извержения внеземного вулкана), проведена съёмка других спутников и колец, изучена динамика атмосферы Юпитера. Впервые проведено изучение «хвоста» магнитосферы Юпитера на протяжении 160 млн км. В общей сложности научные приборы станции в ходе исследования Юпитера провели более 700 отдельных наблюдений.
- Фотографии галилеевых спутников Юпитера, полученные «Новыми горизонтами»
- Ио
- Европа
- Ганимед
- Каллисто

Изначально поставленные перед миссией научные задачи были выполнены в полном объёме, а во многих случаях — с превышением запланированного. В результате проведённых исследований уточнены размеры Плутона и Харона, впервые выполнена съёмка их поверхности в высоком разрешении, что позволило увидеть детали морфологии и составить трёхмерные карты. В частности, на Плутоне были открыты обширные молодые ледники из азотного льда, горные массивы высотой до 6 км, ледяные вулканы, борозды, котловины, дюны из метанового льда; в целом, Плутон оказался схож с крупнейшим спутником Нептуна — Тритоном. Установлено, что Харон имеет отличное от Плутона строение и морфологические особенности — если на поверхности Плутона много азотного льда, то Харон покрыт водяным льдом, и имеет полярную шапку красноватого цвета (получившую название Мордор), состоящую из тяжёлых углеводородных соединений. Наиболее примечательной деталью морфологии Харона оказался комплекс ущелий и горных гряд (высотой до 8 км), разделяющих северное и южное полушарие и протянувшийся более чем на 1500 км; предполагается, что причиной его образования стало замерзание существовавшего на Хароне подлёдного океана, что привело к увеличению объёма спутника и его растрескиванию.
- Некоторые фотографии Плутона и Харона, полученные «Новыми горизонтами»
- Плутон
- Харон
- Поверхность Плутона: видны горы и равнина
- Закат на Плутоне: видны слои атмосферной дымки

Изучены состав и строение атмосферы Плутона, определены её температура и атмосферное давление. Впервые изучены нижние слои атмосферы, установлено наличие тонкого приповерхностного тропосферного слоя. Важным открытием стало наличие в атмосфере Плутона многослойной дымки из сложных органических веществ, простирающейся на высоту не менее 480 км. Скорость утечки составляющего основу атмосферы Плутона азота в космическое пространство оказалась значительно ниже ожидаемой (в 10 000 раз и более). Возможной причиной является более низкая, чем предполагалось, температура верхних слоёв атмосферы, но это в свою очередь пока не имеет объяснения.
Проведены исследования малых спутников Плутона — Никты, Гидры, Стикса и Кербера. Лучшие по разрешению снимки, позволяющие увидеть детали поверхности, были получены для Никты, в более низком разрешении — для Гидры, разрешение снимков Стикса и Кербера не позволяет выделить какие-либо детали поверхности. Уточнены размеры спутников, определена их форма, которая оказалась вытянутой, а в случае Стикса и Гидры — сплюснутой. Поверхность малых спутников оказалась очень яркой, по показателям альбедо они входят в число наиболее хорошо отражающих свет объектов Солнечной системы. Неожиданностью оказался быстрый период вращения спутников вокруг своей оси (для Гидры — 10 часов), а также не перпендикулярность оси их вращения плоскости орбиты. Проведённый поиск других, ранее не известных спутников либо колец показал их отсутствие.
- Фотографии малых спутников Плутона, полученные «Новыми горизонтами»
- Никта
- Гидра
- Кербер
- Стикс

«Новые горизонты» провели первое в истории исследование с близкого расстояния транснептунового астероида пояса Койпера (и в целом малого тела Солнечной системы за пределами пояса астероидов). Лучшие снимки астероида Аррокот сделаны с расстояния 6640 км, с максимальным разрешением 33 м. Определены точная форма астероида, оказавшегося контактно-двойным объектом, его размеры — 22×20×7 км для большей составляющей и 14×14×10 км для меньшей, и период вращения — 15,92 часа. Неожиданностью оказалась сильно уплощённая форма большей составляющей астероида. Полученные данные позволили изучить детали морфологии поверхности астероида, установить его цвет (красновато-коричневый), альбедо и температуру поверхности. Спектральные наблюдения показали наличие на поверхности водяного льда и сложных органических соединений. Спутники и кольца у астероида не обнаружены. Также станция провела исследования ряда объектов пояса Койпера с большого расстояния, исключающего получение снимков с какими-либо деталями поверхности, но дающих возможность получить ранее неизвестную информацию о ряде их параметров. В частности, получены доказательства двойной природы астероидов 2014 OS393 и 2011 JY31.
В части исследований космического пространства, получены подтверждения существования «водородной стены» на границе Солнечной системы. «Новые горизонты» выполняли также астрофизические исследования, такие как измерение параллакса с целью уточнения расстояния до ближайших звёзд, а также определение фоновой яркости неба в оптическом диапазоне, значение которой оказалось более ожидаемого.

## Общественная значимость
Пролёт станции «Новые горизонты» у Плутона привлёк значительное внимание общественности, став главной новостью для многих СМИ. В частности, 16 июля 2015 года газета The New York Times поместила изображение «Новых горизонтов» на весь разворот первой страницы. В день пролёта на сайтах НАСА и страницах космического агентства в социальных сетях было зафиксировано в общей сложности более 1 млрд просмотров, что стало рекордным показателем за всю историю агентства. 1 января 2019 года Брайан Мэй, британский рок-музыкант, гитарист группы Queen и бывший учёный-астрофизик, опубликовал видеоклип на сингл «New Horizons (Ultima Thule Mix)».